# Celso José Pinto da Silva
Celso José Pinto da Silva (* 29. Oktober 1933 in Rio de Janeiro; † 28. September 2018 in Teresina) war ein brasilianischer Geistlicher und römisch-katholischer Erzbischof von Teresina.

## Leben
Celso José Pinto da Silva empfing am 14. März 1959 die Priesterweihe für das Erzbistum São Sebastião do Rio de Janeiro.
Papst Paul VI. ernannte ihn am 6. März 1978 zum Weihbischof in São Sebastião do Rio de Janeiro und Titularbischof von Urusi. Der Erzbischof von Rio de Janeiro und Ordinarius für die byzantinischen Gläubigen in Brasilien, Eugênio Kardinal de Araújo Sales, spendete ihm am 1. Mai desselben Jahres die Bischofsweihe; Mitkonsekratoren waren Waldyr Calheiros Novaes de Novais, Bischof von Barra do Piraí-Volta Redonda, und Valfredo Bernardo Tepe OFM, Bischof von Ilhéus. 
Papst Johannes Paul II. ernannte ihn am 4. Juli 1981 zum Bischof von Vitória da Conquista. Am 21. Februar 2001 wurde er zum Erzbischof von Teresina ernannt. 
Am 3. September 2008, wenige Monate vor Erreichen der Altersgrenze für Bischöfe, nahm Papst Benedikt XVI. seinen Rücktritt an.